# Карл V (герцог Лотарингії)
Карл V (нім. Karl V., фр. Charles V), ім'я при народженні Шарль Леопольд Ніколя Сіксте, на прізвисько Герцог без герцогства, 3 квітня 1643 — 18 квітня 1690) — герцог Лотарингії у 1675—1690 роках, під час окупації його земель французькими військами Людовіка XIV, син герцога Лотарингії Ніколя II Франсуа та лотаринзької принцеси Клаудії Франсуази, генералісимус імперської армії, учасник Австро-турецької війни 1663—1664 років, Франко-голландської війни 1672—1678, Великої турецької війни, Війни Аугсбурзької ліги. Кавалер ордену Золотого руна.

## Життєпис
Карл народився 3 квітня 1643 року у Відні. Він був другим сином та другою дитиною в родині герцога Лотарингії Ніколя II Франсуа та його дружини Клаудії Франсуази Лотаринзької. Хлопчик мав старшого брата Фердинанда Філіпа. Згодом у нього з'явились три сестри. Його батьки жили при імператорському дворі після захоплення Лотарингії французькими військами. На трон герцогства також претендував його дядько, принц Карл.

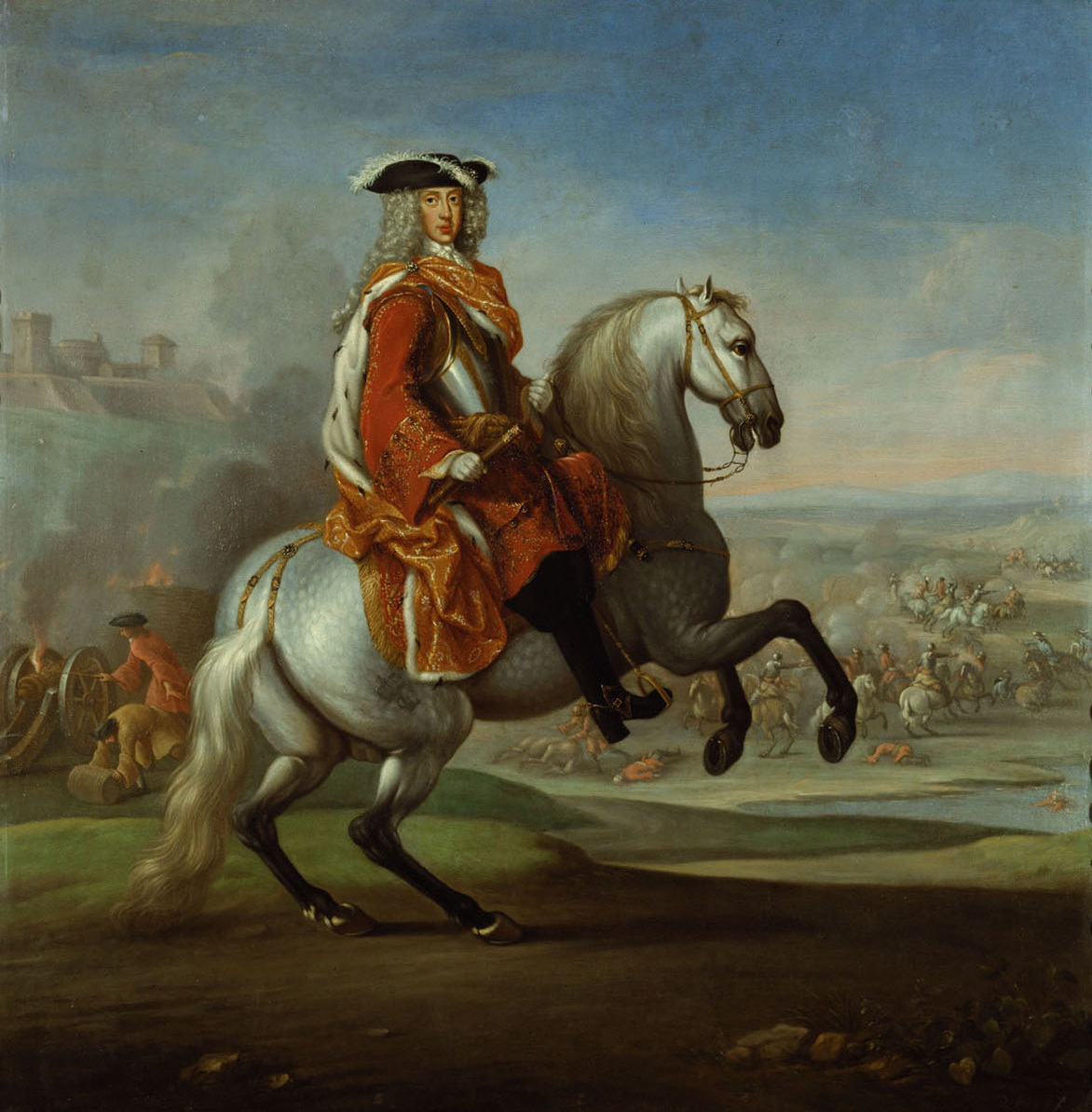
Карл Лотаринзький

Карл Леопольд, як молодший син, з раннього віку призначався до релігійного життя. У 1648 він отримав чин пробста Сен-Дьє-де-Вож, а у 1649-му — абата бенедиктинського монастиря Горзе. Юнацькі роки провів у Відні, Парижі та Брюсселі. Однак, смерть у 1659 році старшого брата, зробила Карла спадкоємцем Лотарингії. Принц, залишивши духовну стезю, спрямував сили у бік військової кар'єри.
Карл був високим, мав гарну статуру, благородні риси обличчя та імпонуючу манеру триматися. Був наділений розумом у поєднанні із зрілою та справедливою серйозністю суджень. Говорив мало та лаконічно.
Спроба компенсувати відсутність земельних володінь багатим шлюбом виявилася невдалою. Чотири спроби укласти шлюб у Франції були марними. Його нареченими могли стати Марія Манчіні, небога кардинала Мазаріні; принцеса Монпасьє; Маргарита Луїза Орлеанська та Марія Джованна Савойська.
Не знайшовши у Версалі підтримки щодо фактичного відновлення своєї родини на троні герцогства, оточений інтригами та ворогами, до того ж не маючи коштів, Карл таємно залишив французький двір та, через Безансон, прибув до Риму. Там він сподівався зацікавити своїми справами Папу Римського. Звідти, через Венецію та Мюнхен, принц прибув до Відня, де імператор Леопольд, з яким вони зростали разом, прийняв його по-братськи.
У 1662 Карл офіційно приєднався до двору імператора Священної Римської імперії, 1663-го —вступив до лав імперської армії. У званні полковника брав участь у битві під Сентготтхардом, яка завершилася перемогою християнської армії та стала ключовим моментом Австро-турецької війни 1663—1664 років.
Після зречення у вересні 1668 року бездітного короля Речі Посполитої Яна II Казимира, Карл виступав одним з претендентів на польську корону.
У 1671 році воював в Угорщині під командуванням генерала Йоганна фон Шпорка. При облозі Мурау в Штирії його було зведено у ранг командуючого. Наступного року, коли військом керував Раймунд Монтекукколі, Карл очолив імператорську кавалерію.
У 1674 знову претендував на польську корону після смерті Міхала Корибута Вишневецького, однак на престолі затвердився Ян III Собеський.
Під час Франко-голландської війни 1672—1678, у битві при Сенефе 11 серпня 1674, отримав поранення в голову. У вересні 1675 став генералісимусом імперської армії. Тоді ж він успадкував герцогство Лотаринзьке і був визнаний законним правителем у всіх країнах, окрім Франції.
У політичних та військових справах герцог діяв рішуче, швидко та обережно. Мав великий талант, як до ведення бойових дій, так і у політиці. Сумлінно тримав свої обіцянки,був вірним і відданий другом, непримиренно ставився до ворогів та користувався загальною повагою.

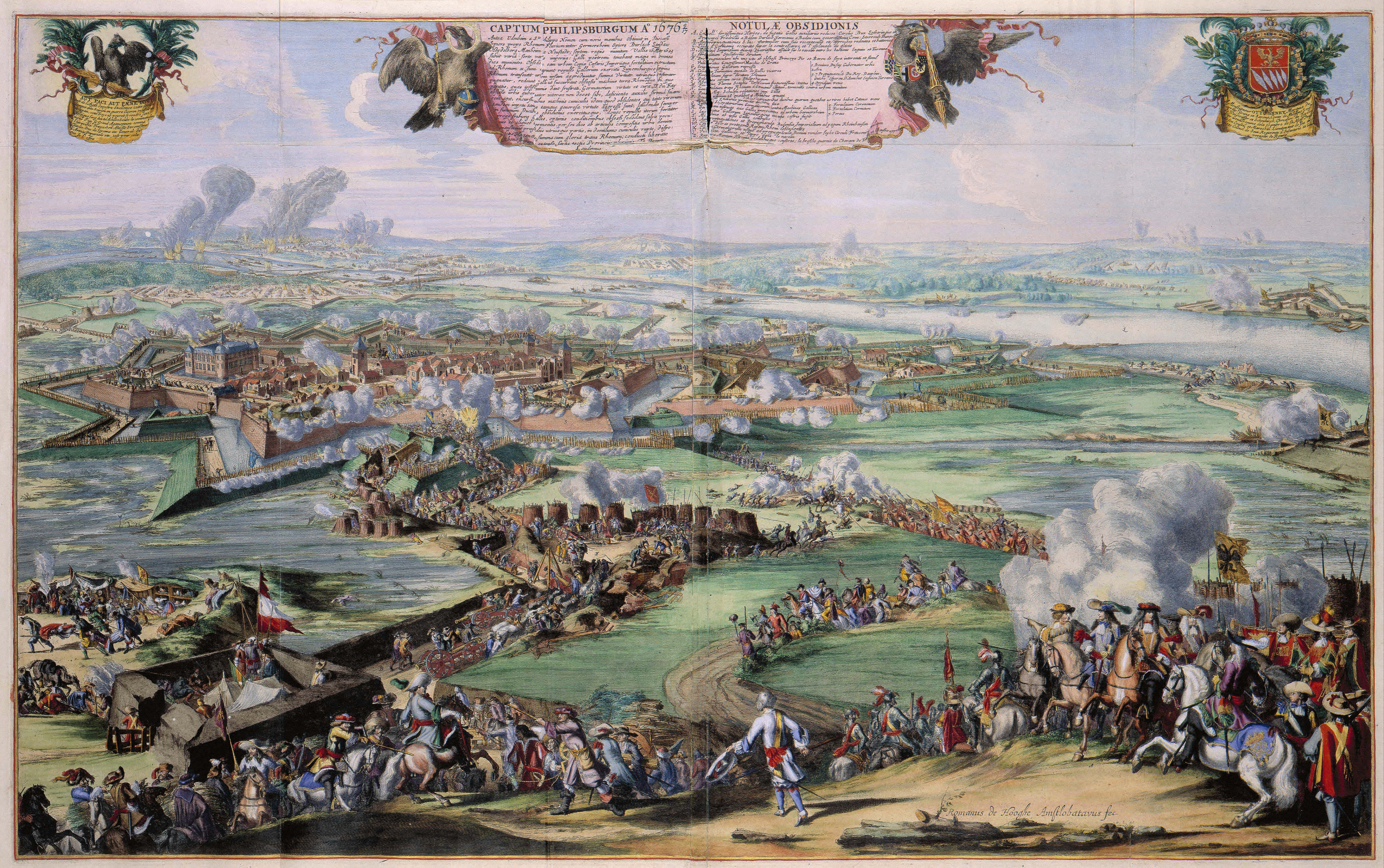
Облога Філіпсбурга

1676-го він брав участь в облозі Філіппсбурга, під час якої пережив віспу.
У лютому 1678, у віці 32 років Карл Лотаринзький узяв шлюб із 24-річною Елеонорою Марією Австрійською, молодшою зведеною сестрою імператора Леопольда I. Весілля відбулося після п'яти років романтичного знайомства та із дозволу імператора на нерівний союз. Вінчання пройшло 18 лютого 1678 у Вінер-Нойштадті. Для нареченої це був другий шлюб. Від нетривалого шлюбу з королем Міхалом Корибутом Вишневецьким дітей у неї не залишилось. В герцогській родині народилося шестеро дітей, з яких дорослого віку досягли четверо синів. 
В середині липня 1678 року — очолив перехід імператорської армії через Шварцвальд.
Німвегенські мирні договори закінчили франко-голландську війну. Згідно них, права Карла на свою країну були підтверджені, але, як і раніше, не допускалося фактичного управління. Імператор Леопольд I підписав мир 5 лютого 1679. Він поступився на користь Франції Фрайбургом, але залишив за собою Філіппсбург. Продовження окупації Лотарингії слугувало гарантією цієї угоди.
Карла було призначено губернатором Тіролю та Передньої Австрії, де він і провів наступні чотири роки із родиною, відійшовши від справ та оселившись в палаці Іннсбрука.
Османська імперія в цей час ґрунтовно готувалася до захоплення Відняː наращували озброєння та укладали військові союзи із некатолицькими народами, що зазнавали утисків через віру, всередині імперії. Столиця була стетегічно важливим містом, що контролювала Дунай. Навесні 1683 року було оголошено про офіційний початок війни. 7 липня Відень було обложено. До середині серпня населення міста було готово здатися. Карл Лотаринзький, що вже перебував у діючій армії, в цей час розбив угорців при Бізамберзі. Невдовзі, на допомогу підійшла польська армія. Вирішальна битва почалася вранці 12 вересня. Карл Лотаринзький та австрійські війська контратакували турків з лівого флангу, в той час як німці атакували центр ворожого війська. Поляки із важкою кавалерією були ядром імперського війська. Османці, зробивши ставку на чимскоріше захоплення міста, були розбиті. Християнські війська здобули перемогу, яка визначила хід всієї війни.

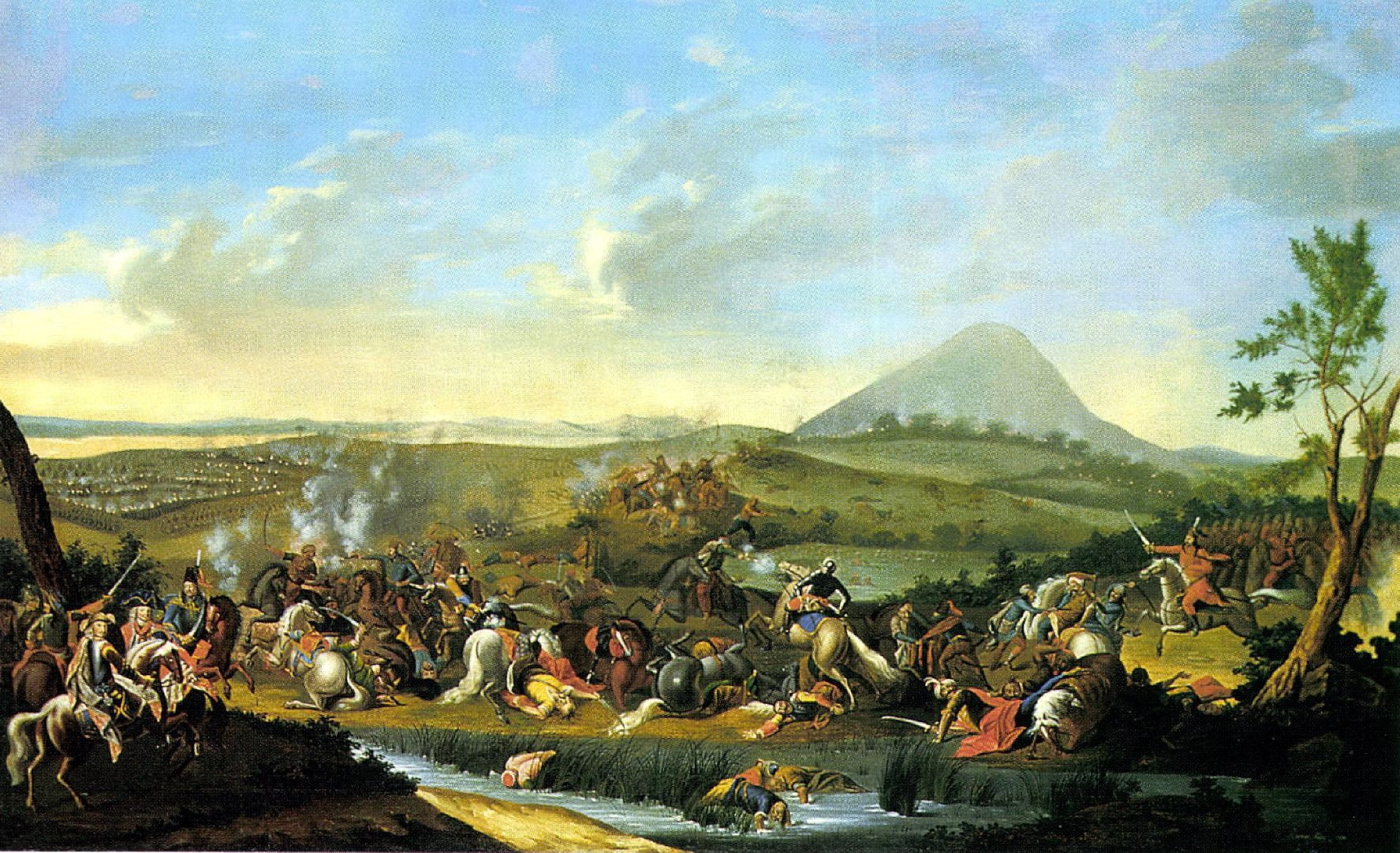
Друга битва при Могачі

Було вирішено переслідувати відступаючих турків. 21 жовтня війська герцога та польського короля взяли участь у битві при Естергомі.
Упродовж наступних кількох років Карл отримав ще кілька перемог над турками. Були взяті Вишеград, Нейгейзель, Офен. Під час облоги останнього герцога важко поранили.
У серпні 1687 його військо здобуло блискучу перемогу у Другій битві при Могачі. Це призвело до державних змін і в самій Османській імперії. Бойовий дух турків пригнітився, яничари підійняли заколот. Діставшись Стамбулу вони повалили султана Мехмеда IV і звели на трон його брата Сулеймана II. Імперськими військами були відвойовані великі території, а також встановлений контроль над Славонією та Трансильванією. Угорці підписали акт про приєднання до імперії. Мусульманське населення втекло з усіх цих земель.
У травні 1688 герцог передав свою посаду головнокомандуючого курфюрсту Баварії Максиміліану II Еммануелю. Однак, незабаром повернувся до армії і командував військом під час війни Аугсбурзької ліги. Його участь у ній передбачала і повернення фактичної влади у Лотарингії. Карл оволодів фортецями Майнц та Бонн, зайняв Рейнську область.
Заслабнувши здоров'ям герцог на зиму повернувся до Інсбруку. Навесні 1690 попрямував до Відня, сподіваючись обговорити з імператором Леопольдом I широкомасштабну реформу армії, а також питання щодо управління Лотаринзьким герцогством. Карл встиг дістатися лише Вельсу, де, прохворівши три години, раптово помер. Передбачається, що він був отруєний камердинером засобами для перуки. Смерть наступила через емболію легеневої артерії. Поховали Карла Лотаринзького у храмі єзуїтів у Іннсбруку. 1697-го його тіло доправили до Нансі, де він знайшов останній спочинок в усипальниці лотаринзьких герцогів у храмі Сен-Франсуа-де-Кордельєр. 
Елеонора пережила чоловіка на сім років, всіляко лобіюючи при французькому дворі повернення Лотарингії їхнім синам. Рейсвейкський мирний договір, який завершив собою війну Аугсбурзької ліги, задовольнив її інтереси. Леопольду було повернено батьківський престол.
В свою чергу, його син, Франц Стефан був останнім герцогом Лотарингії та через шлюб з імператрицею Марією-Терезією став засновником лотаринзької гілки німецьких Габсбургів.

## Родина

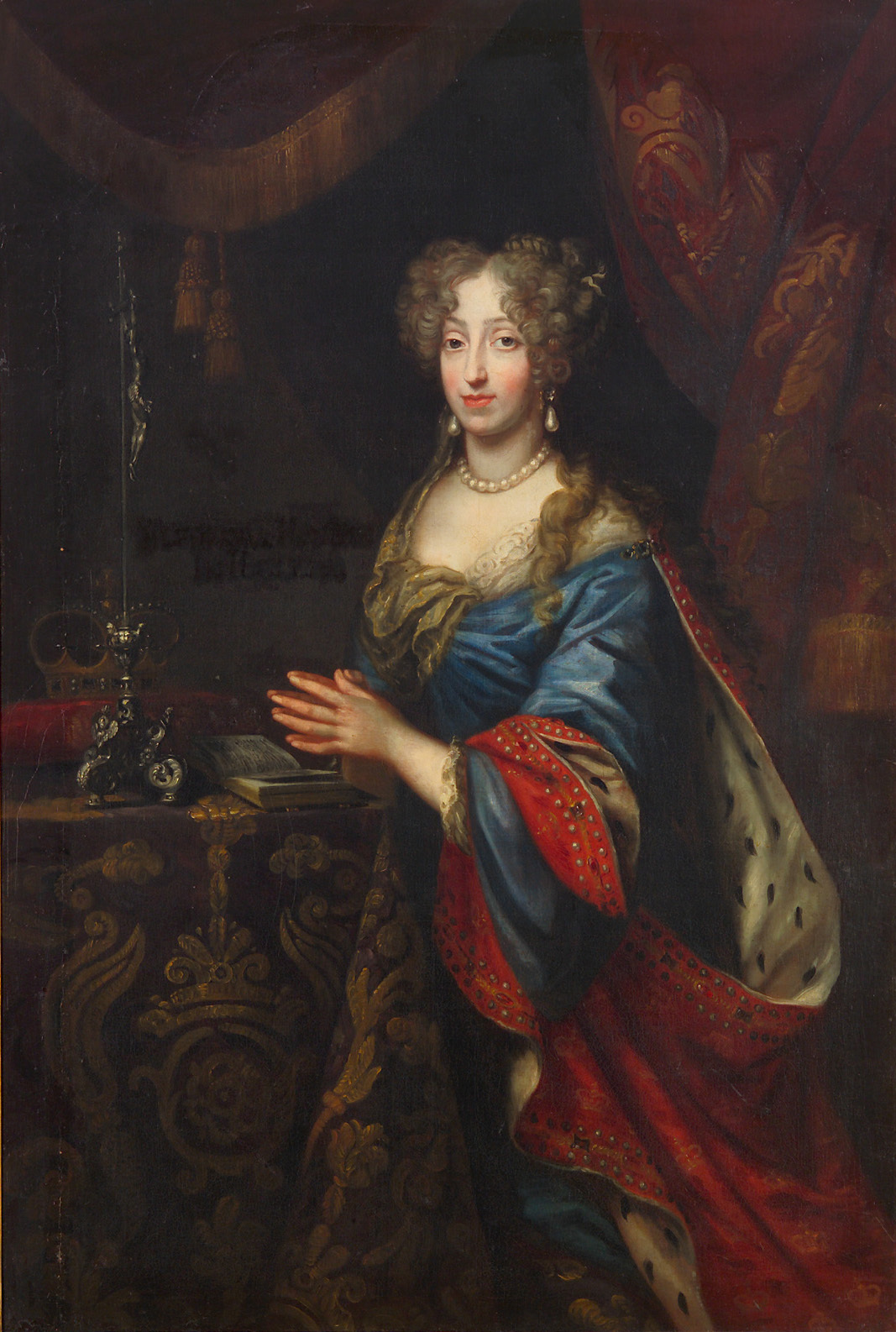
Елеонора Австрійська

Дружина —  Елеонора Марія Австрійська
Дітиː
- Леопольд (1679—1729) — наступний герцог Лотарингії та Бару, був одружений з Єлизаветою Шарлоттою Орлеанською, мав численних нащадків;
- Карл Йозеф (1680—1715) — єпископ Оломоуцький та Оснабрюцький, князь-архієпископ Тріра;
- Елеонора (28 квітня 1682) — померла після народження;
- Карл Фердинанд (1683—1685) — пішов з життя у ранньому віці;
- Йозеф Інноченц (1685—1705) — генерал імперської армії, загинув у битві при Кассано під час Війни за іспанську спадщину, одруженим не був, дітей не мав;
- Франц Йозеф (1689—1715) — абат бенедиктинських монастирів у Ставло та Мальмеді.

## Нагороди
- Орден Золотого руна № 513
- Орден святого Михайла (Франція).

## Вшанування пам'яті
- За наказом імператора Франца Йозефа I у військово-історичному музеї Відня у 1867 році була встановлена мармурова статуя герцога в натуральну величину;
- У Відні іменем герцога названо вулицю Karl-Lothringer-Straße в районі Флорідсдорф;
- В Нансі на його честь названо бульвар Шарля V.